# Patrick Augustine Sheehan
Pour les articles homonymes, voir Sheehan.
Patrick Augustine Sheehan (né le 17 mars 1852 - mort le 5 octobre 1913) fut prêtre catholique irlandais, romancier et homme politique. Nommé curé de la paroisse de Doneraile, dans le comté de Cork en Irlande, le 4 juillet 1895, il a commencé une longue carrière littéraire dédiée au développement d'une littérature catholique irlandaise en anglais.

## Jeunesse
Patrick Augustine Sheehan est né le 17 mars 1852 à 29 New Street dans la ville de Mallow.  Il est le troisième des cinq enfants de Patrick Sheehan et Joanna Regan. Selon le registre des baptêmes de la paroisse, le petit Patrick Augustine était baptisé en l'église paroissiale par le curé, le Reverend Dr. J.C. Wigmore, le parrain étant M. Timothy Cronin et la marraine étante Mme. Mary Ann Relehan.

## Publications
- Religious Instruction in Intermediate Schools, in The Irish Ecclesiastical Record, September 1881
- The Effects of Emigration on the Church, in The Irish Ecclesiastical Record
- Gambetta in The Irish Ecclesiastical Record
- Emerson's Philosophy, in The Irish Ecclesiastical Record
- Free-Thought in America, The Irish Ecclesiastical Record
- Education at German Universities, in The Irish Ecclesiastical Record
- The German and Gallic Muse, in The Irish Ecclesiastical Record
- Recent Works on St. Augustine, in The Dublin Review (July, 1888)
- Geoffrey Austin, Student (1895)
- The Triumph of Failure (1901)
- My New Curate (1899)  (ISBN 0-85342-877-8)
- Mein neuer Kaplan: Erzählung aus dem irischen Priesterleben, Cologne 1900
- Mariae Corona
- Collection of Sermons and Essays
- Luke Delmege(1901)
- Mon Nouveau Vicaire, Éditions Pierre Dumont, Limoges 1901
- The Canticle of the Magnificat, Dublin 1901
- Under the Cedars and the Stars(1902)
- Lost Angel of a Ruined Paradise. A Play (1903)
- Glenanaar (1904)  (ISBN 0-86278-195-7)
- Geoffrey Austin (traduction allemande), Cologne 1904
- A Spoiled Priest and Other Stories (1905)
- Early Essays and Lectures (1906)
- Der Erfolg des Misserfolgs, Kalenkirchen 1906
- Succès dans l'Échec, Éditions P. Lethielleux, Paris 1906
- Mūj Nový Kaplan, Otto, Prague 1906
- Lisheen (1907)
- Ange Egaré d'un Paradis Ruiné, Éditions P. Lethielleux, Paris 1907
- Das Christtagskind, Styl, c.1907
- Parerga (1908)
- Mi Nuevo Caodjutor: Sucesos de la vida de un anciano parroco irlandés; traduccion espanola por M.R. Blanco del Monte, Friburgo de Bresgovia (1908)
- The Blindness of Dr. Gray, or, The Final Law (1909)
- Dolina Krvi (Glenenaar), Lubliana 1909
- Pohozené Dítě: Novella, Kotrab, Prague 1909
- Mi Nuevo Coadjutor, Madrid 1910
- The Intellectuals. An Experiment in Irish High Club-Life (1911)
- The Queen's Fillet (1911)
- Von Dr. Grays Blindheit, Einsiedeln 1911
- Miriam Lucas (1912)
- Lukas Delmege, Regensburg 1912
- Lukáš Delmege, Kralín, Prague 1912
- Lisheen oder Der Průfstein der Geister, Einsiedeln 1914
- The Graves at Kilmorna (1915)
- Miriam Lucas (traduction allemande), Einsiedeln 1918
- Der Ausgestoßener, Saarlouis 1920
- Die Gräber von Kilmorna, Einsiedeln 1926
- Das Haarband der Königin, Einsiedeln 1919
- Cithara Mea. Poems
- Our Personal and Social Responsibilities, Dublin
- Thoughts on the Immaculate Conception, Dublin 1924
- Mnisi z Trabolganu, Warsaw 1924
- Sprawa Odłożna; Mnisi z Trabolganu: Opowiadnia, Warsaw 1924
- Tristram Lloyd, (1928)
- The Greatest Doctor, Dublin 1930
- Tristram Lloyd, Éditions P. Lethielleux, Paris 1930
- Gleann an Air: Uirsceal ar Shaoghal i nEirinn, Dublin 1931
- Luke Delmege (traduction espagnole), Castellano, Londres 1932
- How Character is Formed, Dublin 1933
- An Sagart Óg, Dublin 1935
- Tristram Lloyd (traduction espagnole), Madrid
- Tristram Lloyd, (traduction italienne), Alba 1942
- Il Mio Nuovo Cappellano, Roma 1954
- Il Trionfo dell'Insuccesso, Francavilla-al-mare 1968
- La Benda della Regina, Milano 1970